# Arroyo Chapicuy Chico
El arroyo Chapicuy Chico  es un curso de agua uruguayo, ubicado en el departamento de Paysandú, perteneciente a la cuenca hidrográfica del río Uruguay. 
Nace cerca de la cuchilla de Haedo y discurre con rumbo oeste hasta desembocar en el río Uruguay al sur de la ciudad de Salto, en el sitio conocido como meseta de Artigas.[cita requerida]
- Datos: Q548246